# Conospermum leianthum
Conospermum leianthum (лат.) — кустарник, вид рода Коноспермум (Conospermum) семейства Протейные (Proteaceae), эндемик Западной Австралии.

## Ботаническое описание
Conospermum leianthum — кустарник до 1,1 м высотой. Листья нитевидные, 1-17 см длиной, 0,5-1,3 мм шириной, сигмовидные или серповидные, восходящие; верхушка острая. Соцветие в виде малоразветвлённой пазушной метёлки; ветви оканчиваются плотными головками, превышающих длину листьев. Цветоносный побег 0,6-16 см длиной. Околоцветник белый, у основания пурпурный, гладкий; трубка длиной 2-4 мм, четырёхугольная, слабо опушённая; дельтовидная верхняя губа, 2-3 мм длиной, 1,2-2 мм шириной; вершина заострённая, крючковатая, загнутая; нижняя губа объединена на 0,75 мм. Цветёт с сентября по декабрь. Плод — орех длиной 1,5-2 мм и шириной 2 мм, золотистый; волоски по окружности длиной 1,5-2 мм, золотистые, ржавые или белые; центральный пучок волосков длиной 1,25-2 м, белый, золотистый или красновато-коричневый.
Различают два подвида:
- Conospermum leianthum leianthum, листья длиной более 10 см; соцветие раскрытое.
- Conospermum leianthum orientale , листья длиной менее 10 см, обычно менее 7 см; соцветие компактное.

## Таксономия
Впервые описан в 1870 году английским ботаником Джорджем Бентамом как подвид Conospermum polycephalum var. leianthum. В 1904 году выделен в отдельный вид немецким ботаником Людвигом Дильсом.

## Распространение и местообитание
C. leianthum — эндемик Западной Австралии. Встречается на песчаных равнинах и песчаных дюнах вдоль южного побережья в регионе Голдфилдс-Эсперанс в Западной Австралии, где растёт на песчаных почвах. Обычен вдоль южного побережья Западной Австралии от Равенсторпа на восток до Маунт-Рэггед.